# Guillaume Berggren

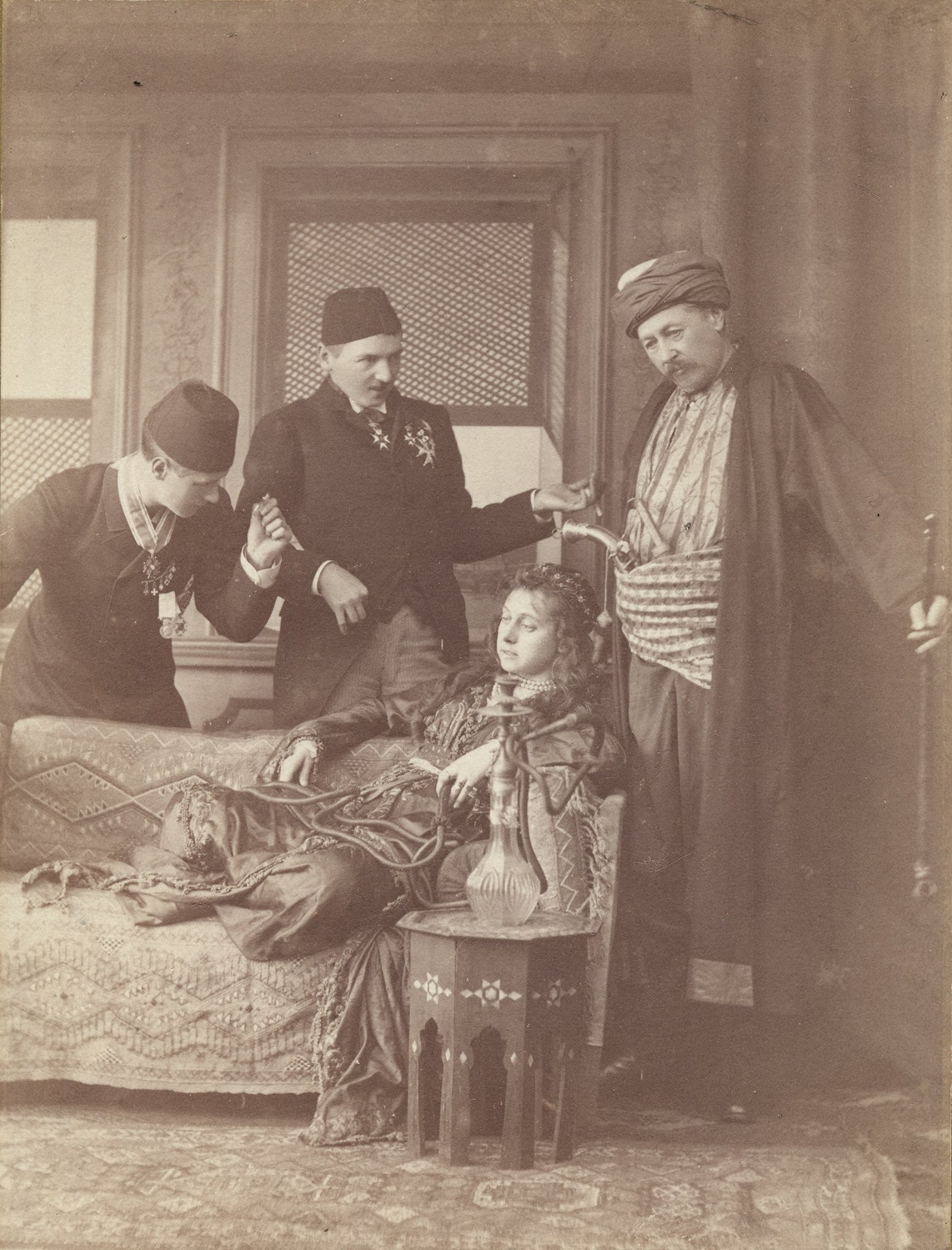
Guillaume Berggren:Axel, Anders Zorn a otrokyně Emma Zornová a Claes Adelsköld jako otrokář, 24. prosince 1885

Pehr Vilhelm Berggren, známý jako Guillaume Berggren, (20. března 1835, Stockholm – 26. srpna 1920, Istanbul) byl švédský fotograf působící v Istanbulu.

## Životopis
Narodil se v chudé rodině s mnoha dětmi a odešel z domova, aby se stal učedníkem u tesaře. Během několika let si našel místo jako asistent mistra tesaře, Carla Knuta Edberga (?–1896). Na jeho doporučení dokázal Berggren získat pas bez data vypršení platnosti a začal cestovat v roce 1855.
Při návštěvě Berlína se seznámil s fotografkou a dostal své první lekce fotografie. Krátce poté zemřela a on zdědil její fotografickou kameru. Poté pokračoval ve svých cestách přes Drážďany, Lublaň, Bukurešť a Oděsu a v roce 1866 přijel do Istanbulu. Krátce poté přijal francouzské křestní jméno a na adrese Istiklal Caddesi založil fotografické studio s názvem „Lilla Sverige“ (Malé Švédsko).
Jeho fotografie byly většinou scénami všedního dne, ale také fotografoval události spojené s rusko-tureckou válkou a zahájením provozu Orient expresu. Jeho hlavním zdrojem příjmů byli turisté.
V roce 1883 se vrátil do Švédska, ale brzy se do Istanbulu vrátil s mladou ženou, kterou představoval jako svou neteř, Hildou Ullin. To, co mělo být návštěvou, se změnilo na celoživotní závazek, protože s ním zůstala, aby mu pomohla provozovat jeho studio a spravovat obchod, který provozovala několik let po jeho smrti. Rovněž využili rostoucí popularity pohlednic a vytvořili řadu krajin a městských scén. Jejich obchod byl ve Švédsku dobře známý a stal se oblíbeným místem švédských cestovatelů, včetně několika významných osobností, jako jsou Anders a Emma Zornovi, král Oskar II. nebo Sven Hedin.

Návštěva Zornových je popsána v autobiografických poznámkách Claese Adolfa Adelskölda:
„Na Štědrý den ráno jsme se se Zornem rozhodli zahrát na Turky a šli jsme za tímto účelem ke švédskému fotografovi, panu Berggrenovi, usazenému v Konstantinopoli, aby nás vyfotografoval ve skupině nastrojené jako domorodci. Skupina, kterou uspořádal Zorn, obsahovala starého obchodníka s otroky (to jsem byl já), Emma Zorn byla otrokyně, o kterou se hádali dva milenci, Zorn a Axel, a snažili se jeden druhého přeplatit.“
Nakonec, jak se cena a velikost fotoaparátů snižovaly a turisté si mohli koupit vlastní, bylo pro něj stále obtížnější si vydělat na živobytí. V jednu chvíli byl zjevně nucen prodat některé ze svých skleněných negativů zahradníkům, kteří je využívali ke stavbě skleníků. Naštěstí se o tom dozvěděli úředníci na německém velvyslanectví, kteří v roce 1916 většinu jeho negativů odkoupili. Nyní jsou zachovány v Německém archeologickém institutu v Istanbulu.:s.7 Navzdory tomu Berggren zemřel v bídě 26. srpna 1920. Bylo mu 85 let.
Velká sbírka jeho fotografií je k vidění v Muzeu moderny.

## Výstavy
Podle zdroje:
- Guillaume Berggren. Photographic Panoramas from the Straits of Bosporus and Constantinople, 3. listopadu – 16. prosince 1984, Muzeum moderny
- Guillaume Berggren. Photographic Panoramas from the Straits of Bosporus and Constantinople, 11. března – 21. dubna 1989, Muzeum moderny

## Galerie

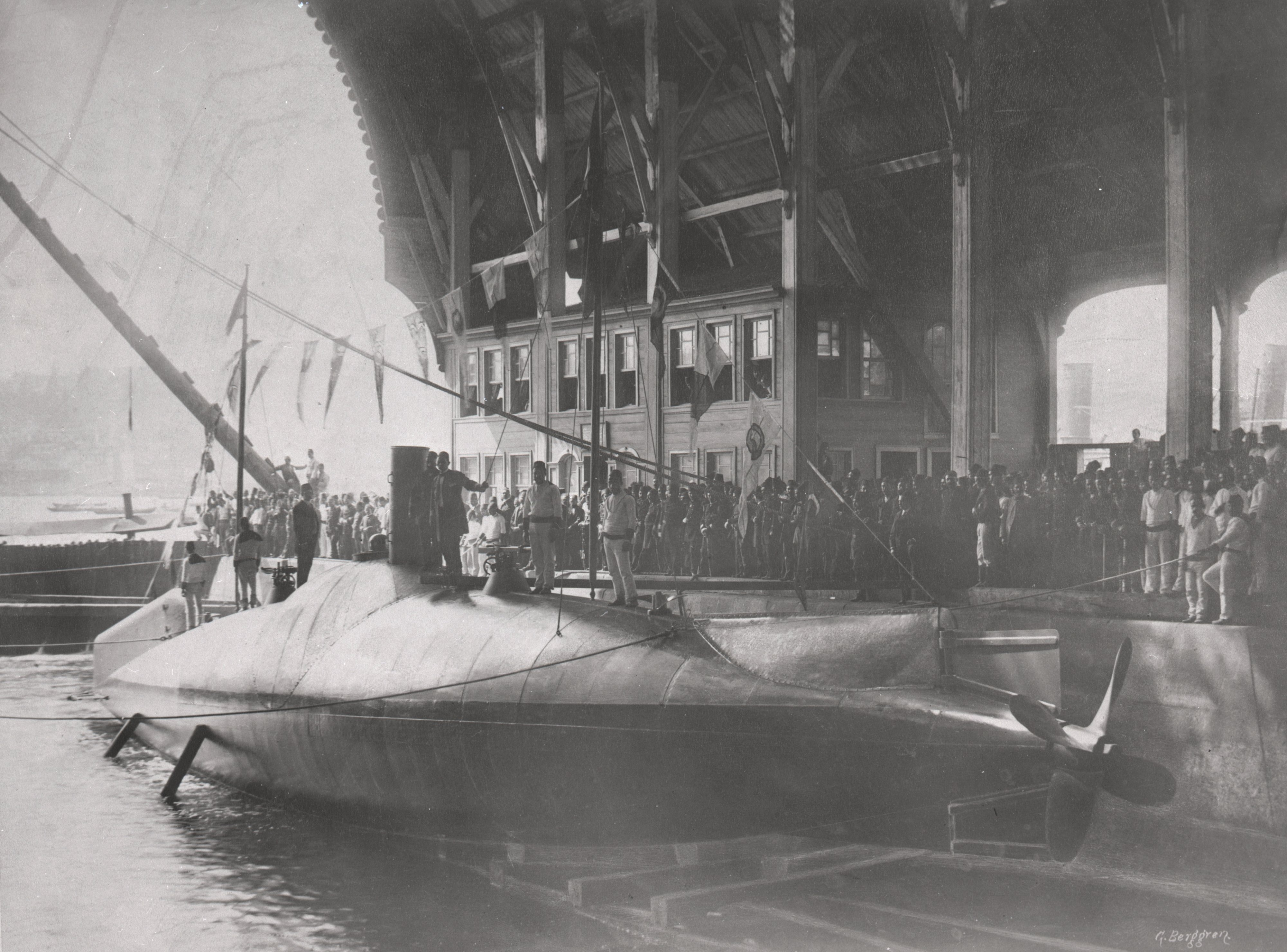
Ponorka Nordenfelt II švédského vynálezce Thorstena Nordenfelta
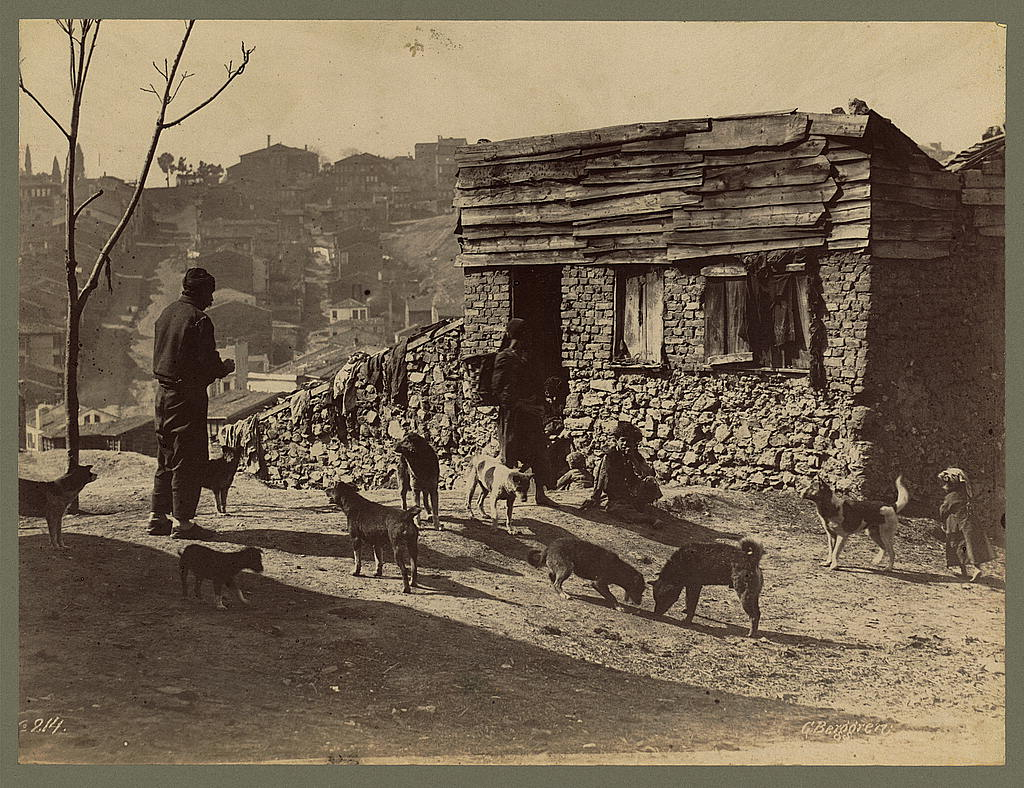
Muž, dítě a psi před budovou, pravděpodobně v Istanbulu, 1870
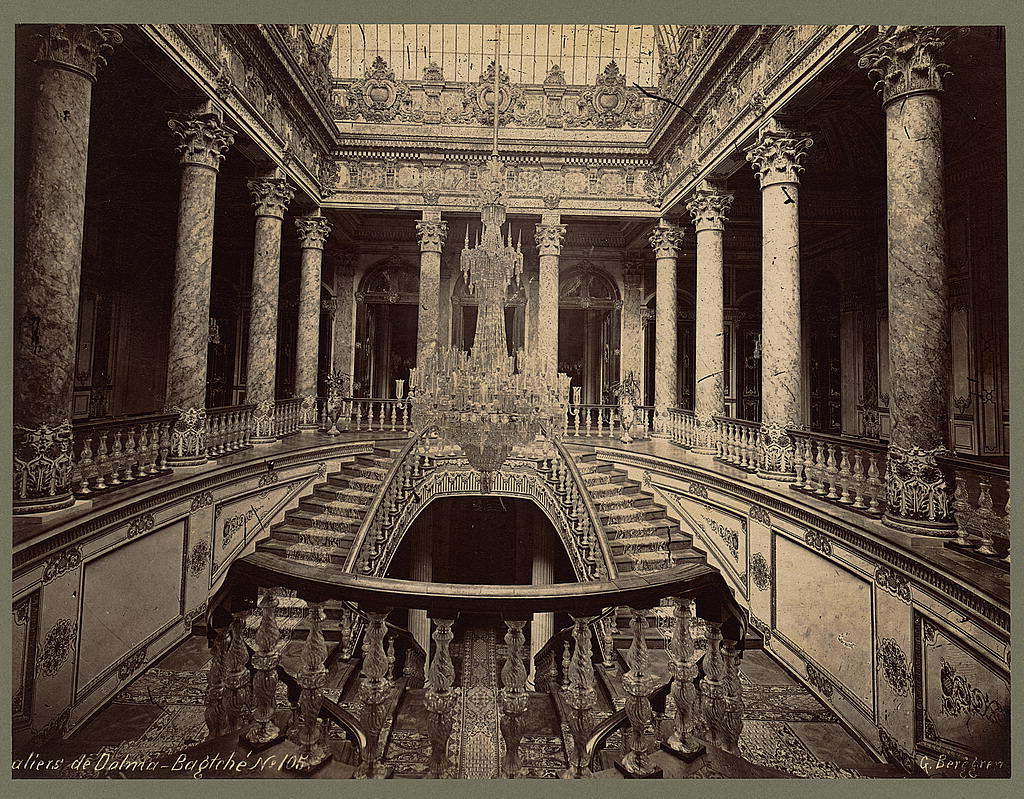
Aliers de Dolma-Bagtché
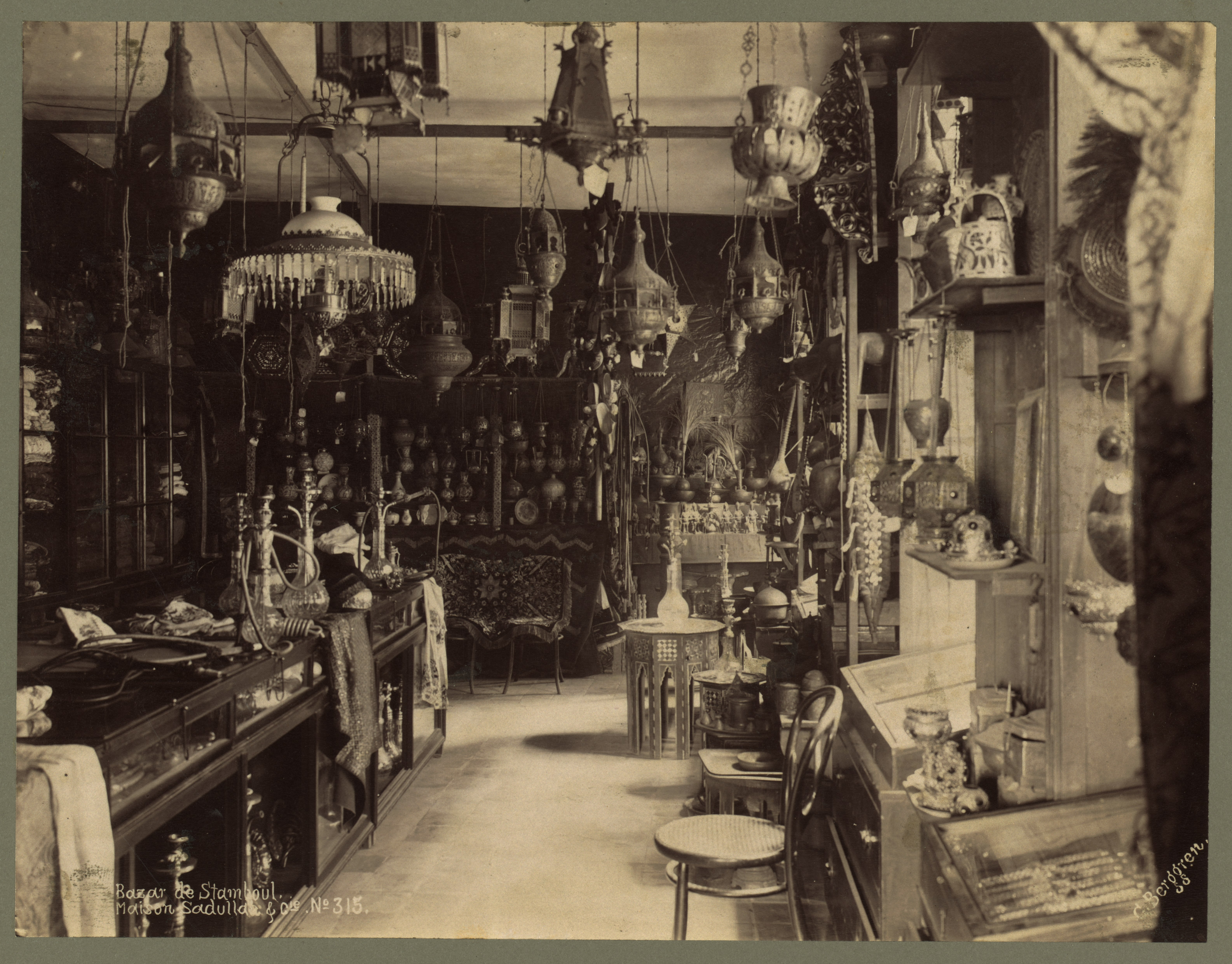
Bazar de Stamboul. Maison Sadullah & Cie
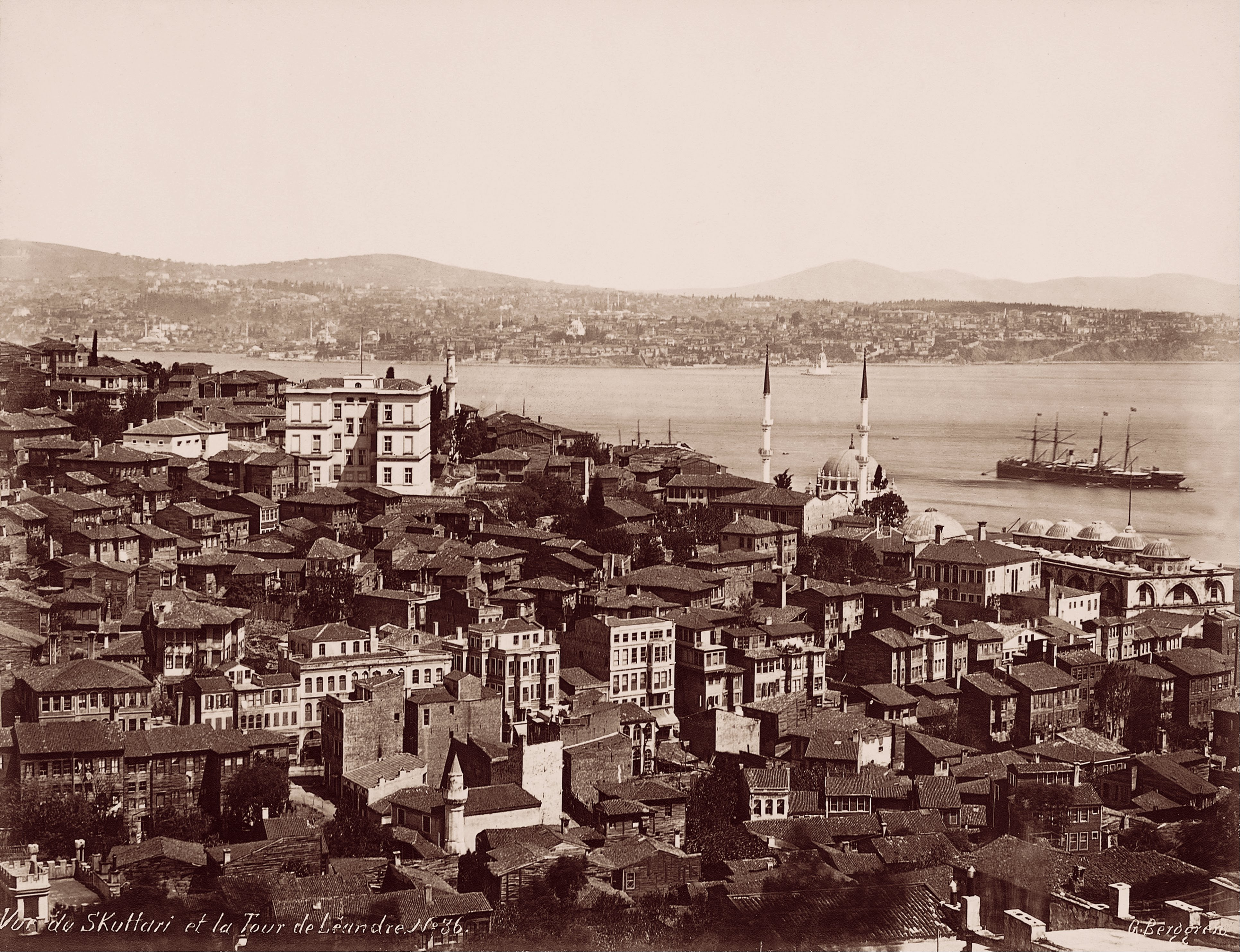
Hrad Boğazkesen, Tophane, 1880–1890
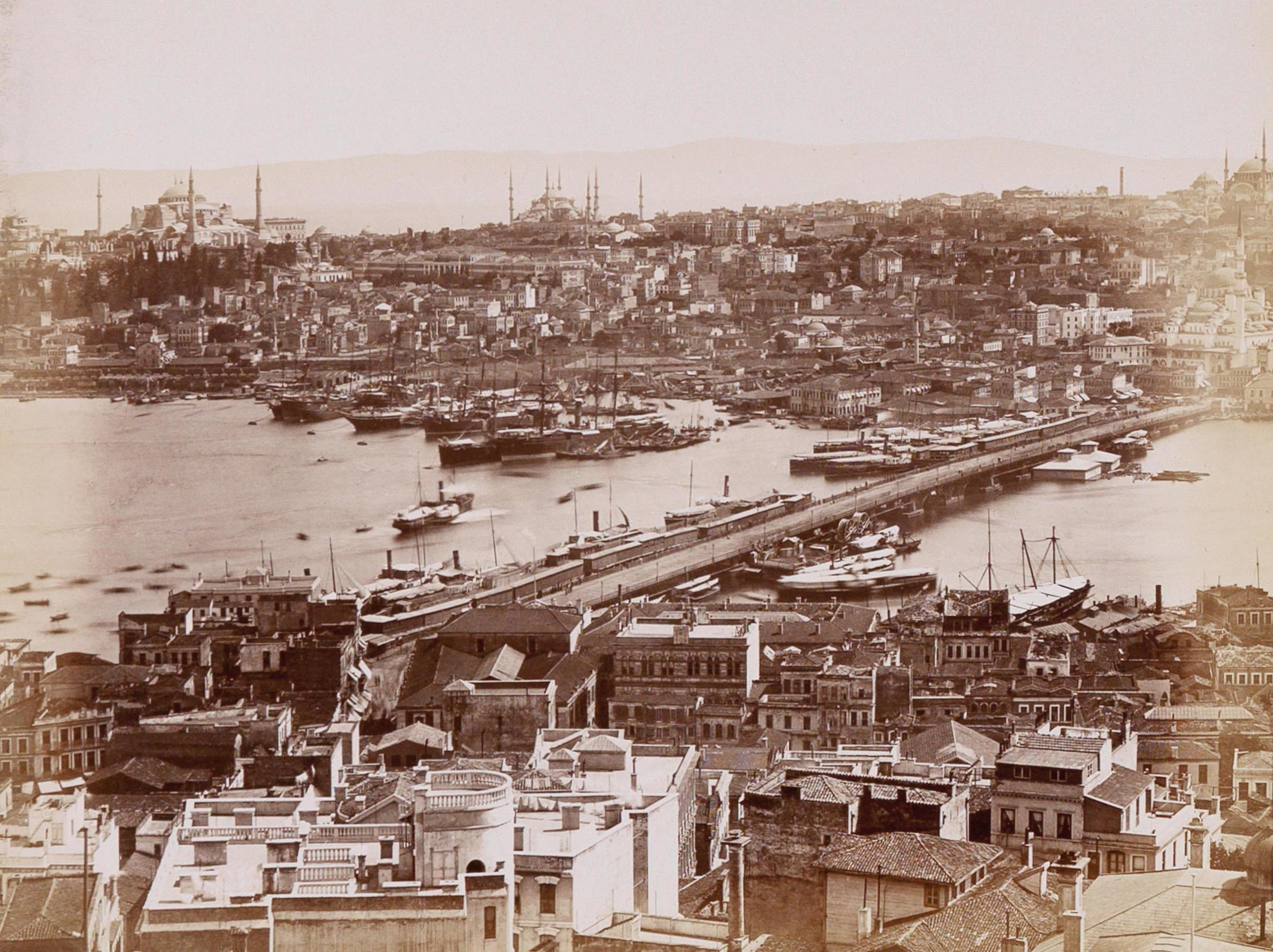
Galatský most, 1880–1890